# خوان كارلوس تورينيو
خوان كارلوس تورينيو كانسيلا (14 يوليو 1944 – 7 مارس 2017) كان لاعب كرة قدم محترفًا لعب كـمدافع. بعد أن بدأ مسيرته في الأرجنتين، فاز بلقبين في الدوري الإسباني ولقبين في كأس إسبانيا مع ريال مدريد، وخاض مباراة واحدة مع المنتخب الإسباني.

## حياته المبكرة
وُلد تورينيو في حي حديقة باتريسيوس في بوينس آيرس، الأرجنتين، لأبوين إسبانيين مهاجرين كانا قد فرا من الحرب الأهلية الإسبانية. في شبابه، كان يدعم الفريق المحلي هوراكان لكنه لم يبدأ لعب كرة القدم حتى سن 15 عامًا حيث لم يسمح له والداه بامتلاك كرة قدم. بدأ اللعب مع فيلا موديلو في جيرلي عام 1959، وانضم إلى فريق الشباب في دوك سود عام 1962 ولعب أيضًا كرة قدم الشباب مع ريفر بليت، أرسنال ساراندي وكيلمس.

## مسيرته الكروية
خاض تورينيو أول مباراة احترافية له في سن 22 عامًا في عام 1966 مع كيلمس في الدوري الأرجنتيني الممتاز. استمر في خوض أكثر من 100 مباراة مع النادي. في عام 1968، شارك في جولة أفريقية مع راسينغ كلوب دي أفيانيدا تحت قيادة المدرب خوان خوسيه بيتسوتي والتي ضمت عددًا من اللاعبين من فرق أرجنتينية أخرى. واصل اللعب لكيلمس حتى عام 1970 عندما وقعه ريال مدريد الإسباني. بتوقيعه من قبل المدرب ميغيل مونيوز، لعب تورينيو أكثر من 100 مباراة في الدوري لـريال مدريد بين عامي 1970 و1976، وخلال هذه الفترة كان جزءًا من ثلاث بطولات دوري ولقبين في كأس إسبانيا.
في بداية فترته مع ريال مدريد، كان جزءًا من الفريق الذي وصل إلى نهائي كأس الكؤوس الأوروبية 1971 والذي خسروه أمام تشيلسي. في موسم 1971–72، فاز بلقبه الأول في الدوري مع النادي. كسر عظم الساق والشظية في عام 1973، وخلال فترة تعافيه بدأ يعاني من الاكتئاب وفكر في اعتزال كرة القدم لكن طاقم ريال مدريد أقنعه بالاستمرار في اللعب.
بعد تعافيه، عاد إلى الفريق وفاز بلقبين متتاليين في الدوري والكأس مع النادي في موسمي 1973-1974 و1974-1975. بعد اعتزال ميغيل مونيوز عام 1974، لعب تحت قيادة المدرب ميلان ميلانيتش حتى عودته إلى أمريكا الجنوبية للعب مع إنديبندينتي ميديلين الكولومبي عام 1977. في عام 1977، عاد إلى الأرجنتين ليلعب مع كيلمس مرة أخرى. في عام 1978، انضم إلى خيمناسيا لابلاتا متخلفًا عن لقب كيلمس الاحترافي الوحيد في الدوري على الإطلاق في بطولة المتروبوليتانو 1978. لعب بقية مسيرته في الدوريات الأدنى مع سان لورينزو دي مار ديل بلاتا وتشاكاريتا جونيورز.

## مسيرته الدولية
خاض تورينيو مباراته الدولية الوحيدة في 12 يناير 1972 في فوز إسبانيا 1–0 على المجر.

## أسلوب اللعب
أراد تورينيو في الأصل اللعب كلاعب وسط وقضى جزءًا كبيرًا من مسيرته الشبابية في اللعب على الجناح الأيمن لكنه أصبح في النهاية مدافعًا وكان يتميز بقوة في الرقابة الفردية.

## مسيرته التدريبية
عمل تورينيو كمدرب لخيمناسيا لابلاتا في الأرجنتين ثم عاد إلى إسبانيا حيث عمل كمدرب لفرق دوري الدرجة الثانية ريكرياتيفو دي هويلفا وبالينثيا.

## حياته اللاحقة والشخصية
انخرط تورينيو في اتحاد اللاعبين الأرجنتينيين (Futbolistas Argentinos Agremiados) وشغل عددًا من الأدوار المختلفة داخل المنظمة بما في ذلك الأمين العام وأمين الخزانة. عمل داخل المنظمة لتعزيز فكرة أن الوصول إلى مرافق كرة القدم يمكن أن يساعد في منع الشباب من إدمان المخدرات.
كما شارك في الجمعية المدنية للاعبي كيلمس السابقين  وألقى محاضرات حول إدارة كرة القدم في كلية علم النفس في جامعة بوينس آيرس. في فبراير 2008، عاد إلى ريال مدريد ليكشف عن لوحة تكريمًا لزميله لاعب كرة القدم الأرجنتيني ألفريدو دي ستيفانو.
كان تورينيو قارئًا وكاتبًا شغوفًا بالشعر وقال إن حلمه هو أن يقوم شخص ما يومًا ما بتلحين إحدى قصائده. كما قال إن طموحه المهني هو ضمان أن يكون جميع لاعبي كرة القدم مستعدين للحياة بعد انتهاء مسيرتهم الكروية.
أنجب تورينيو خمسة أطفال، أحدهم ولد في إسبانيا، وواحد في كولومبيا، وثلاثة في الأرجنتين. توفي في مستشفى في بوينس آيرس ليلة 7 مارس 2017 بسبب مرض البنكرياس، عن عمر يناهز 72 عامًا.

## روابط خارجية
- خوان كارلوس تورينيو على فرق كرة القدم الوطنية.كوم
- إحصائيات إسبانيا في iespana.es على موقع واي باك مشين (نسخة محفوظة 19 ديسمبر 2009)
- خوان كارلوس تورينيو في موقع كرة القدم العالمية.نت